# Pauline Marois

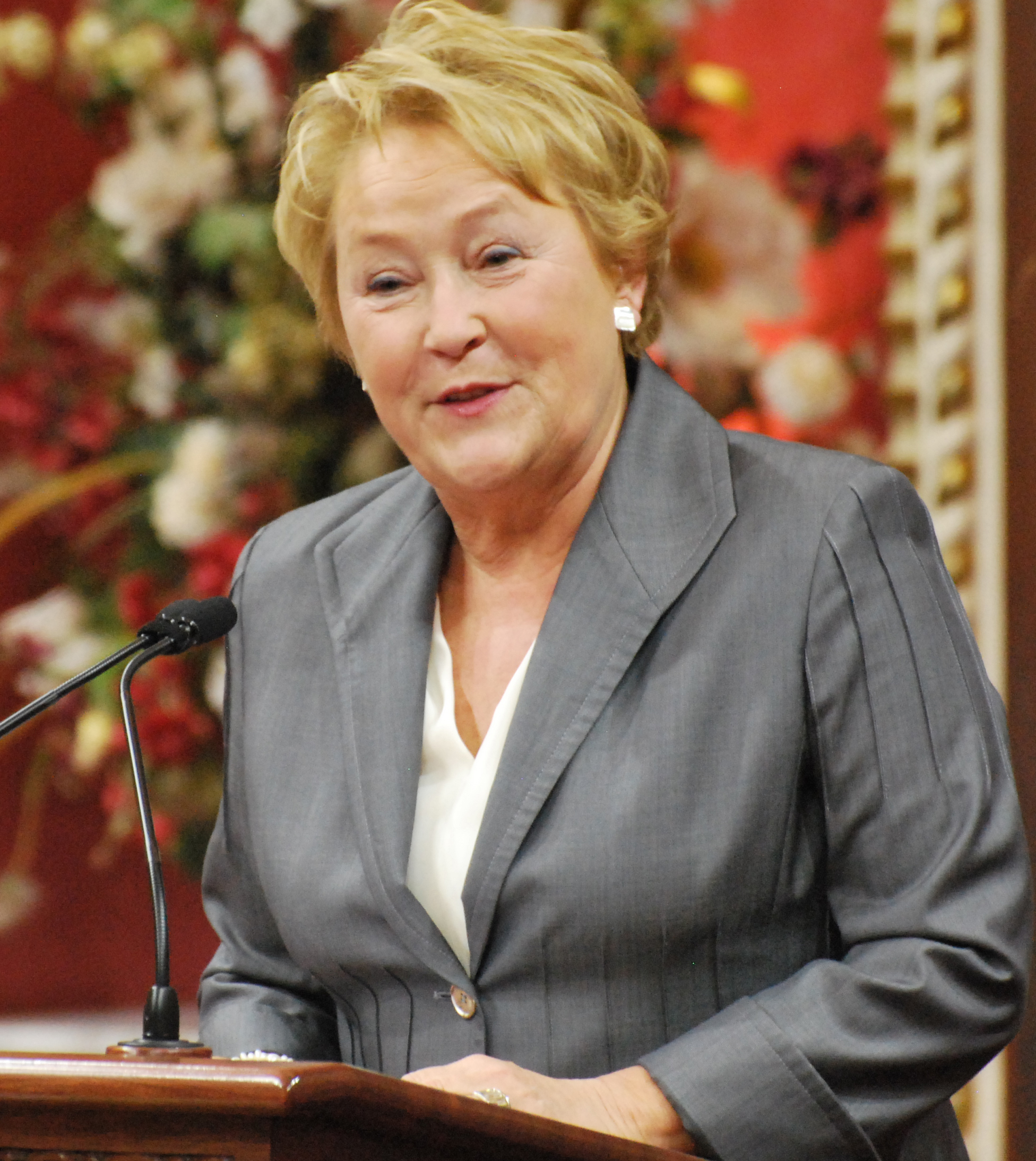
Pauline Marois (2013)

Pauline Marois ([pɔlin maʁwa]; * 29. März 1949 in Québec) ist eine kanadische Politikerin (Parti Québécois). Sie war vom 19. September 2012 bis zum 23. April 2014 Premierministerin der Provinz Québec. Von 1981 und 1985 sowie von 1995 und 2003 hatte sie mehrere Ministerposten auf Provinzebene inne (darunter Finanzen, Bildung und Gesundheit). Ab 2007 amtierte sie als Oppositionsführerin. Bei den Wahlen vom 4. September 2012 führte sie die Parti Québécois zum Wahlsieg und stand danach einer Minderheitsregierung vor. Nach nur 19 Monaten im Amt rief sie vorgezogene Neuwahlen aus und hoffte auf eine absolute Mehrheit. Die Parti Québécois erzielte dabei eines ihrer schlechtesten Ergebnisse überhaupt und Marois verlor ihren Sitz in der Nationalversammlung von Québec, woraufhin sie auch als Parteivorsitzende zurücktrat.

## Biografie

### Jugend, Studium und Beruf
Pauline Marois wurde in der Stadt Québec als ältestes von fünf Kindern des Mechanikers Grégoire Marois und der Lehrerin Marie-Paule Gingras geboren. Sie verbrachte ihre Kindheit in der Ortschaft Saint-Étienne-de-Lauzon, heute ein Stadtteil von Lévis. Sie absolvierte das Collège Jésus-Marie in Sillery. An der Université de Laval belegte sie von 1968 bis 1971 einen Studiengang in sozialer Arbeit. Während dieser Zeit nahm sie mehrmals an Demonstrationen gegen den Vietnamkrieg teil. 1969 heiratete sie Claude Blanchet, den späteren Vorsitzenden der Société générale de financement. Nebenbei arbeitete sie für eine Konsumentenschutzorganisation.
Die Oktoberkrise im Jahr 1970 bewog Marois dazu, der separatistischen und sozialdemokratisch geprägten Parti Québécois beizutreten. Sie setzte ihr Studium an der Wirtschaftshochschule École des hautes études commerciales (HEC) in Montreal fort, wo sie 1976 als MBA abschloss. Einer ihrer Professoren war der damalige Finanz- und spätere Premierminister Jacques Parizeau, für den sie vorübergehend als Pressesprecherin tätig war. Hauptsächlich arbeitete Marois für mehrere soziale Institutionen, bis sie schließlich im November 1979 zur Stabschefin von Frauenministerin Lise Payette ernannt wurde, obwohl sie damals im Gegensatz zu ihrer Vorgesetzten noch nicht sonderlich feministisch eingestellt war.

### Erster Teil der politischen Karriere
Ihr Ehemann und Premierminister René Lévesque überzeugten Marois, eine politische Karriere einzuschlagen. Sie kandidierte im Wahlkreis La Peltrie um einen Sitz in der Nationalversammlung von Québec und gewann am 13. April 1981 mit einem großen Vorsprung. Nur elf Tage später gebar sie ihr zweites von insgesamt vier Kindern. Lévesque ernannte sie umgehend zur Frauenministerin. Dieses Amt übte sie von April 1981 bis November 1983 aus. Ab September 1982 war sie Vizepräsidentin des Schatzamtrates. Nach einer Kabinettsumbildung im November 1983 amtierte sie als Ministerin für Arbeit und Einkommenssicherheit. Nachdem René Lévesque im Juni 1985 seinen bevorstehenden Rücktritt angekündigt hatte, kandidierte Marois trotz schlechter Umfragewerte um dessen Nachfolge als Parteivorsitzende. Bei der unter allen Parteimitgliedern durchgeführten Wahl kam sie mit 19,7 % der Stimmen auf den zweiten Platz hinter dem klaren Sieger Pierre Marc Johnson.
Die Parti Québécois erlitt bei den Parlamentswahlen am 2. Dezember 1985 eine empfindliche Niederlage. Marois selbst unterlag in ihrem Wahlkreis La Peltrie dem liberalen Gegenkandidaten Lawrence Cannon. Anschließend war sie als Schatzmeisterin der feministischen Organisation Fédération des femmes du Québe tätig. Aufgrund von Richtungskämpfen zog sie sich im Juni 1987 vorübergehend aus der Parteileitung zurück und unterrichtete an der Zweigstelle der Université du Québec in Hull. Unter dem neuen Vorsitzenden Jacques Parizeau war sie ab Februar 1988 an der Ausarbeitung eines neuen Parteiprogramms beteiligt. Im Juni 1988 trat sie zu einer Nachwahl im Wahlkreis Anjou an, unterlag aber knapp.

### Vielseitige Ministerin
Bei den Wahlen am 25. September 1989 kandidierte Marois im Wahlkreis Taillon, der einen Teil der Stadt Longueuil umfasst, und zog wieder in die Nationalversammlung ein. Fünf Jahre später konnte die Parti Québécois wieder die Wahlen gewinnen und die Regierung stellen. Jacques Parizeau ernannte Marois am 26. September 1994 zur Familienministerin und zur Präsidentin des Schatzamtrates. Am 3. November 1995, vier Tage nach dem knapp gescheiterten Unabhängigkeitsreferendum, übernahm sie das Finanzministerium und das Ministerium für Steuern. Der neue Premierminister Lucien Bouchard nahm am 29. Januar 1996 eine Kabinettsumbildung vor. Marois ernannte er dabei zur Bildungsministerin. Ab 4. Dezember 1996 war sie zusätzlich Familienministerin.
Zu Marois’ wichtigsten Errungenschaften gehören die Einführung staatlich geführter Kinderkrippen (neben den bereits bestehenden privaten) und eine Reform der Schulaufsichtsbehörden, die nun nicht mehr konfessionell getrennt waren, sondern nach sprachlichen Kriterien organisiert wurden. Nach den Wahlen im Dezember 1998 blieb sie weiterhin Familienministerin, gab aber das Bildungsministerium ab und übernahm stattdessen das Gesundheitsministerium. Beim Amtsantritt des darauf folgenden Premierministers Bernard Landry im März 2001 kam es zu einer weiteren Kabinettsumbildung. Marois stieg zu dessen Stellvertreterin auf. Sie gab ihre bisherigen Ministerposten ab und wurde stattdessen Ministerin für Finanzen sowie Forschung und Wissenschaft. Von Januar bis September 2002 war sie vorübergehend Handels- und Industrieministerin. Die Parti Québécois verlor die Wahlen am 14. April 2003 und musste sich mit der Oppositionsrolle begnügen.

### Oppositionspolitikerin

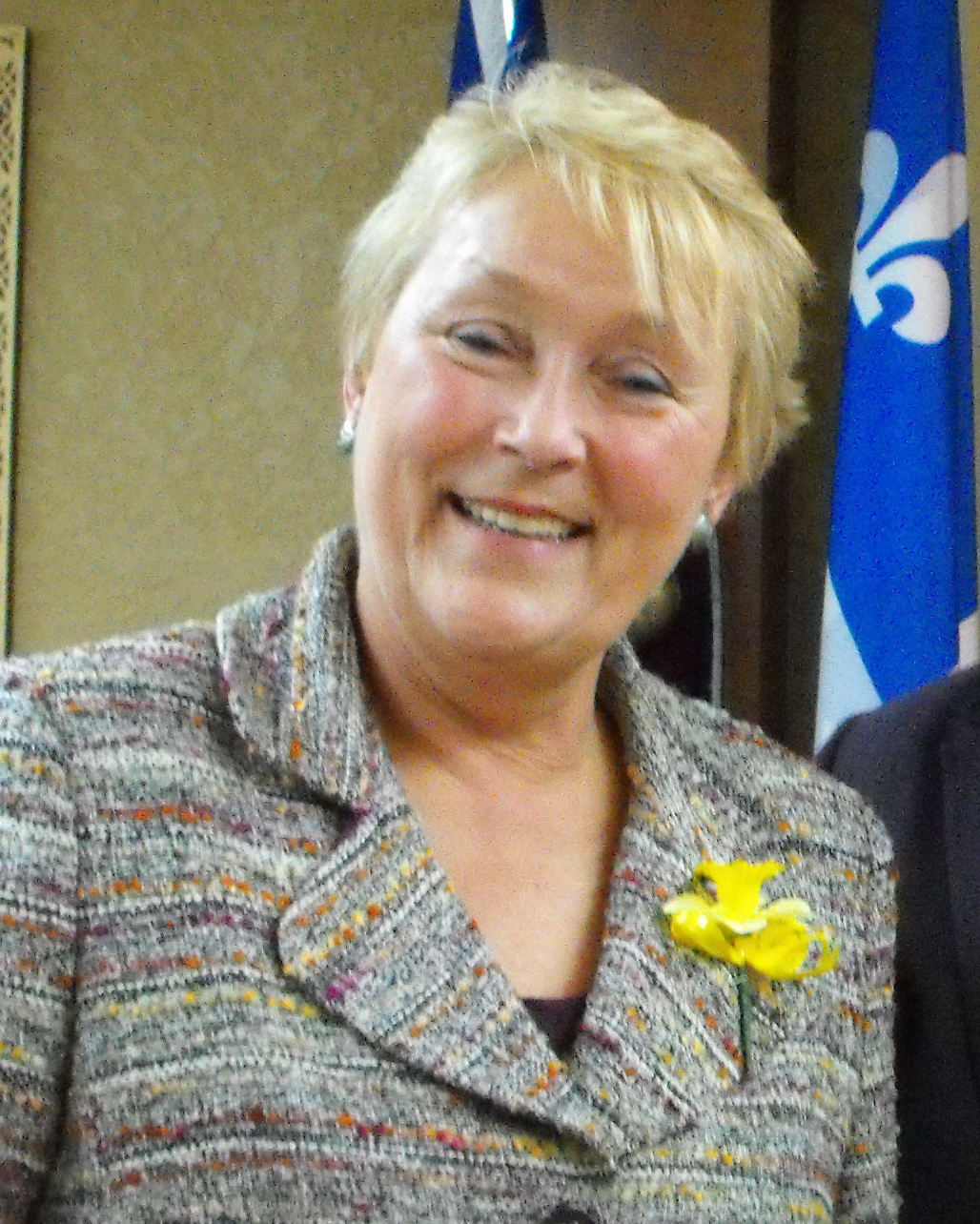
Pauline Marois (2009)

Schon bald nach den verlorenen Wahlen strebte Marois danach, den Parteivorsitz zu übernehmen und begann, eine Gruppe von Unterstützern aufzubauen. Im Schattenkabinett war sie offizielle Sprecherin in den Bereichen Bildung und internationale Beziehungen. Im Juni 2005 gab Landry überraschend seinen Rücktritt bekannt, woraufhin Marois umgehend ihre Kandidatur einreichte. Bei der Wahl um den Parteivorsitz am 30. November 2005 kam sie mit 30,6 % der Stimmen wie zwanzig Jahre zuvor auf den zweiten Platz, wobei sie sich André Boisclair geschlagen geben musste. Vier Monate später, am 20. März 2006, trat sie als Parlamentsabgeordnete zurück.
Bei den Parlamentswahlen im März 2007 fiel die Parti Québécois auf den dritten Platz zurück, hinter der Parti libéral du Québec und der Action démocratique du Québec. Aufgrund dieses schlechten Wahlergebnisses trat Boisclair zurück. Marois beschloss die Wiederaufnahme ihrer politischen Karriere und erhielt genügend Unterstützung für eine offizielle Kandidatur um den Parteivorsitz. Als Gilles Duceppe seine eigene Kandidatur zurückzog und sich sonst niemand zur Verfügung stellen wollte, wurde Marois am 26. Juni 2007 per Akklamation zur neuen Vorsitzenden gewählt. Mit dem deutlichen Sieg bei einer Nachwahl am 24. September 2007 im Wahlkreis Charlevoix zog sie wieder in die Nationalversammlung ein.
Die Parlamentswahlen im Dezember 2008 endeten mit einer absoluten Mehrheit für die Liberalen, während die Parti Québécois wieder zweitstärkste Kraft wurde. Am 13. Januar 2009 übernahm Marois offiziell als erste Frau überhaupt die Rolle der Oppositionsführerin. Im Parlament setzte sie sich insbesondere für die Stärkung der französischen Sprache ein und schlug verschiedene Maßnahmen zur Einschränkung des Englischen in der Öffentlichkeit vor. Einzelne Medien außerhalb Québecs warfen ihr vor, sie sei gegenüber Anglokanadiern und Muslimen rassistisch eingestellt.

### Premierministerin

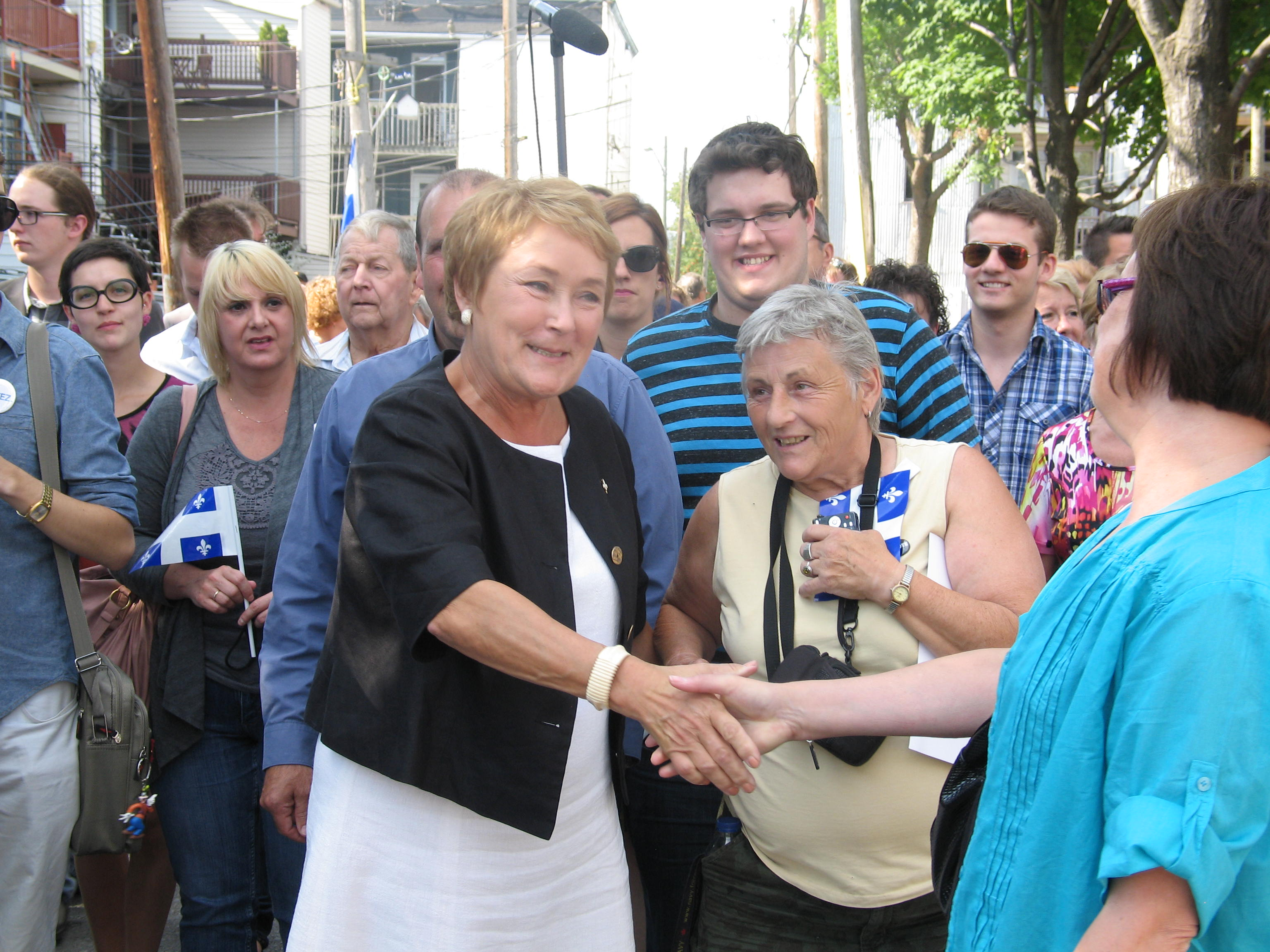
Pauline Marois bei einer Wahlkampfveranstaltung (2012)

Die Parlamentswahlen am 4. September 2012 endeten mit einem Sieg der Parti Québécois, womit Marois als erste Premierministerin der Provinz feststand. Während sie in der Konzerthalle Métropolis in Montreal ihre Siegesrede hielt, drang ein maskierter Mann mit einem halbautomatischen Gewehr bewaffnet in die Halle ein, erschoss einen Techniker und verletzte einen weiteren schwer. Sicherheitskräfte brachten Marois hinter die Bühne in Sicherheit. Der Attentäter versuchte, das Gebäude in Brand zu stecken und wurde kurz danach verhaftet.
Mit 54 von 125 Sitzen verfügte die Parti Québecois nicht über die angestrebte absolute Mehrheit. Marois bildete am 19. September 2012 eine Minderheitsregierung, die auf die Unterstützung der Liberalen und der konservativen Coalition Avenir Québec angewiesen war. Als erste Maßnahme machte sie die von der Vorgängerregierung beschlossene Erhöhung der Studiengebühren rückgängig, die zu monatelangen Studentenprotesten geführt hatte. Im September 2013 kündigte sie ein Gesetzesvorhaben zur Einführung einer „Charta der Werte“ an. Heftige Kontroversen verursachte vor allem die geplante Regelung, dass Angestellte im öffentlichen Dienst keinerlei auffällige religiöse Symbole (z. B. Kippot, Turbane, Hidschabs, Niqabs, große Kreuze) tragen oder ihr Gesicht verdecken dürften. Die Charta stieß bei Oppositionsparteien, Vertretern religiöser Minderheiten und Menschenrechtsorganisationen auf Ablehnung.
Da die Umfragewerte günstig schienen, bat Marois Vizegouverneur Pierre Duchesne am 5. März 2014 um die Auflösung des Parlaments. Mit diesen vorgezogenen Neuwahlen strebte sie eine absolute Mehrheit an. Die Zustimmung für die Regierungspartei sank jedoch rasch, als Pierre Karl Péladeau, Präsident und CEO des Medienkonzerns Quebecor, als Star-Kandidat präsentiert wurde. Péladeaus konservative Wirtschaftspolitik und seine gewerkschaftsfeindliche Haltung stießen in der sozialdemokratisch geprägten Parteibasis auf wenig Begeisterung. Seine unverblümte Unterstützung für ein drittes Unabhängigkeitsreferendum drängte alle anderen Wahlkampfthemen in den Hintergrund. Viele moderate Wähler, die kein Wiederaufflackern der Souveränitätsdebatte früherer Jahre wünschten, wandten sich ab. Die Wahlen am 7. April 2014 endeten mit dem schlechtesten Ergebnis der Parti Québécois seit 1970. Marois selbst unterlag in ihrem sicher geglaubten Wahlkreis Charlevoix–Côte-de-Beaupré und trat als Parteivorsitzende zurück. Bis zum 23. April führte sie die Amtsgeschäfte weiter.